# Phasenmodell für Investitionsprojekte

Phasenmodell Idealfall

Ein Phasenmodell für Investitionsprojekte dient zur Orientierung bei der Planung und Durchführung der Projektphasen eines Investitionsprojektes.

## Beispiel
Nachdem eine Projektidee vorhanden ist, durchläuft das Projekt nach dem Modell von Greiner et al. (2009) folgende Phasen:
- Vorstudie
- Konzeption
- Detaildefinition
- Entwicklung und Konstruktion
- Vergabe und Erstellung
- Abnahme und Übergabe (inkl. Mängelbeseitigung), Dokumentation und Gewährleistung

Durch die Einteilung des Projektes in Phasen kann man am Ende einer Phase den jeweiligen Projektabschnitt kontrollieren. Die abgebildete schematische Aufteilung gilt nur für den Idealfall. In den meisten Fällen ist es so, dass man immer wieder in die Entwicklungsphase zurückgehen muss, da Probleme entstanden sind. Dass es zu Schwierigkeiten kommen kann, muss man in die Planung miteinbeziehen. Ständig einen Schritt zurück in die vorherige Phase zu machen, würde das Projekt nicht mehr überschaubar und komplexer machen.
Das Projektmanagement hat nicht nur allein die Aufgabe, die Phasen genau zu definieren, sondern „auch die im Sinne der Erfüllung der Projektziele der Rahmen für eine begrenzte Rücksprungmöglichkeit oder eine entsprechend definierte Überlappungsmöglichkeiten von Projektphasen gegeben werden“.